# Cơ chế đàn hồi ở động vật

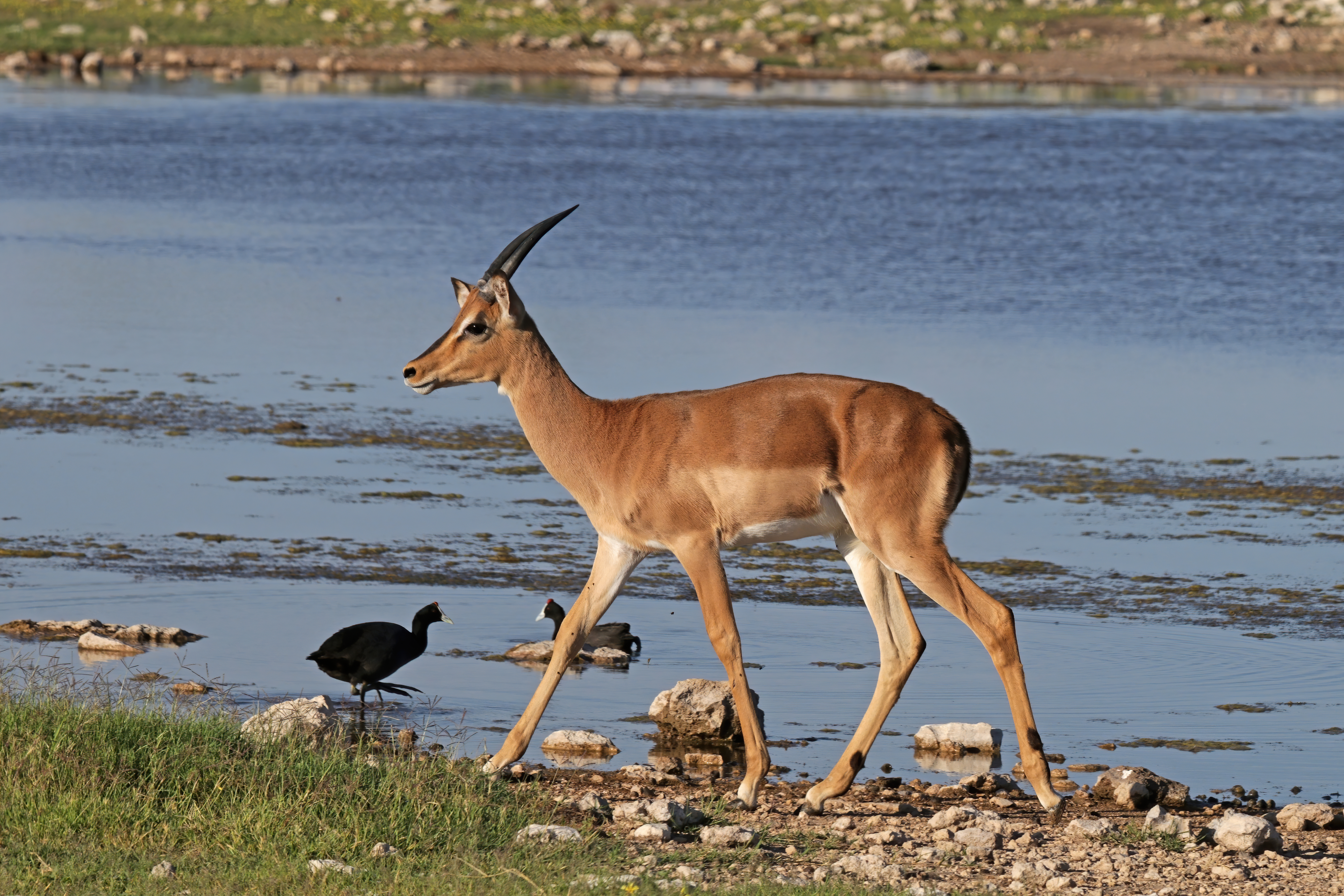
Một con linh dương đang di chuyển nước kiệu

Cơ chế đàn hồi ở động vật (Elastic mechanisms in animals) là sự cấu trúc hệ thống vận động tạo ra lực đàn hồi cho sự di chuyển trên cạn của động vật khi có tiếp xúc với mặt đất hoặc giá thể. Cơ chế đàn hồi ở động vật rất quan trọng trong quá trình vận động của động vật có xương sống. Các cơ bắp kiểm soát sự vận động của động vật có xương sống được gắn kết với những mô có tính đàn hồi, chẳng hạn như gân. Hình thái bật lò xo có thể là một cơ chế cho các hoạt động khác nhau liên quan đến các động tác bật nhảy, chạy, đi bộ, rảo bước và có vai trò trong các chức năng đa dạng khác như bảo tồn năng lượng trao đổi chất, suy giảm sản xuất năng lượng cơ và khuếch đại sản sinh năng lượng cho cơ. Cơ chế đàn hồi còn là để bảo tồn năng lượng trao đổi chất.

## Cơ chế

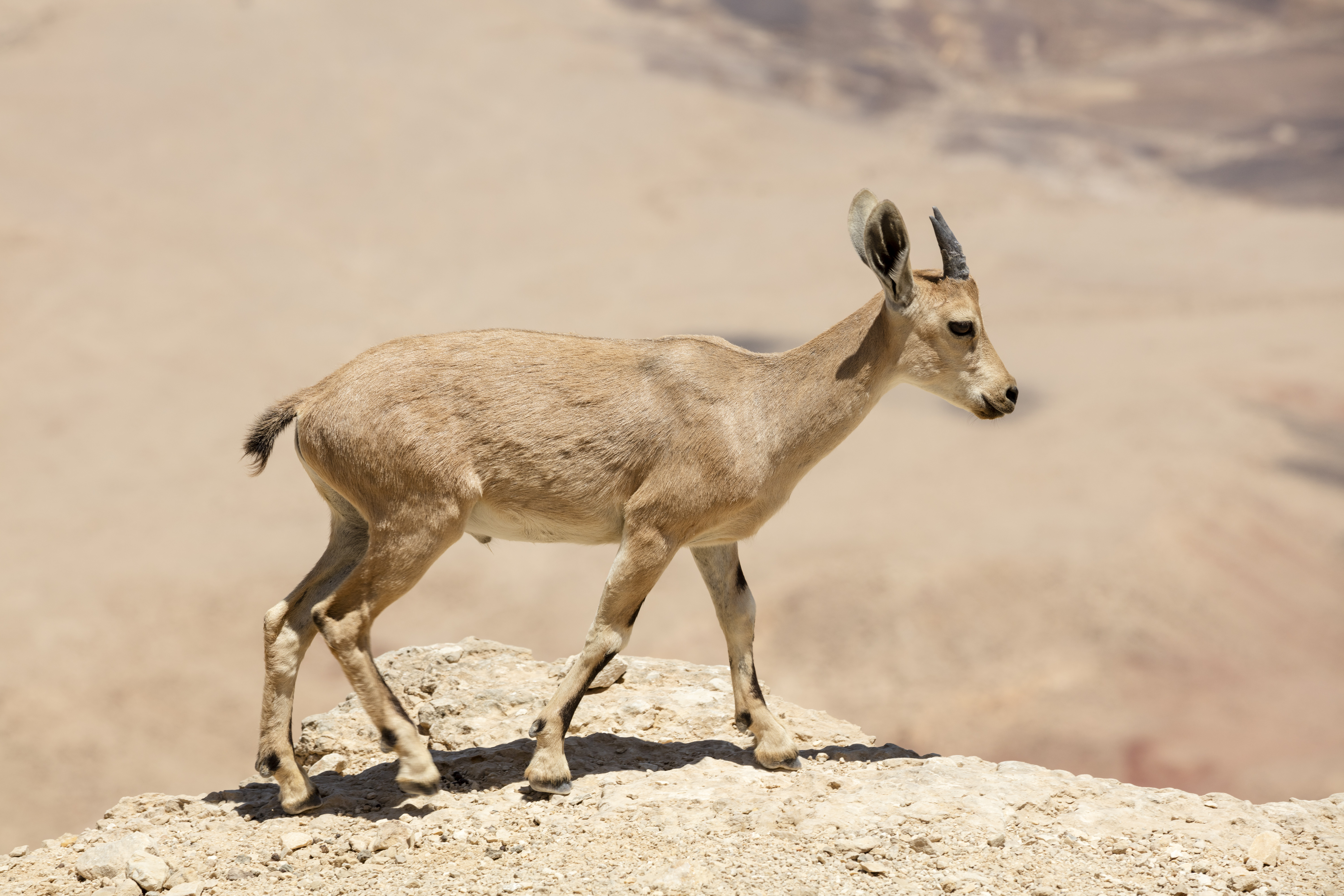
Một con sơn dương non đang tập tễnh bước

Khi một cơ thể đang chạy, đi bộ hoặc nhảy, cơ thể này sẽ sử dụng cơ chế lò xo như một cách để tích tụ năng lượng, điều này cho thấy rằng cơ chế đàn hồi có ảnh hưởng lớn đến động lực học. Khi một lực tác dụng vào cái lò xo, nó sẽ uốn cong, đè nén, dồn nén và tích trữ năng lượng dưới dạng năng lượng biến dạng đàn hồi và khi nó phục hồi sau khi lực đã được giải phóng, năng lượng này cũng được giải phóng theo đó tạo ra động năng cho nên tích lũy càng dày thì sức bật càng mạnh. Các vật chất chứa protein có tính đàn hồi cung cấp đặc tính đàn hồi giúp lò xo có khả năng uốn cong thuận nghịch mà không mất năng lượng, và khả năng uốn cong theo các biến dạng lớn với lực nhỏ.
Trong khi chạy,gân có khả năng làm giảm tốc độ trao đổi chất của hoạt động cơ bằng cách giảm khối lượng cơ hoạt động để tạo ra lực. Thời điểm kích hoạt vận động cơ rất quan trọng để đạt lợi ích cơ học và năng lượng của sự đàn hồi của gân. Sự suy giảm sức mạnh do sử dụng gân có thể cho phép hệ cơ-gân có khả năng hấp thụ năng lượng với tốc độ vượt quá khả năng hấp thụ năng lượng tối đa của cơ. Các cơ chế khuếch đại công suất có thể hoạt động vì lò xo và cơ chứa các giới hạn nội tại khác nhau của công suất. Cơ bắp trong hệ thống xương có thể bị hạn chế trong việc sản xuất năng lượng tối đa. Khuếch đại công suất bằng cách sử dụng các gân cho phép cơ tạo ra sức mạnh vượt quá khả năng hạn mức của cơ bắp.
Gân, mô liên kết và cấu trúc phân tử trong hệ thống xương có thể hoạt động như bộ khuếch đại năng lượng bằng cách tích trữ năng lượng dần dần và giải phóng nhanh chóng. Quá trình khuếch đại này có thể thực hiện được vì các gân giống như lò xo không bị giới hạn bởi các giới hạn tốc độ tương tự được đặt lên cơ bởi các quá trình enzym nội tại của chúng. Quá trình khuếch đại bắt đầu khi một cơ co bóp ổn định, tích trữ năng lượng căng đàn hồi trong gân. Một khi năng lượng được tích lũy hoàn toàn, gân sẽ giải phóng nó trong một khoảng thời gian ngắn hơn nhiều so với thời gian cần thiết để tạo ra nó trong cơ. Gân thực sự tạo ra năng lượng ở mức thấp hơn một chút so với công việc mà cơ co lại thực hiện, nhưng vì sức mạnh tương đương với công việc theo thời gian, thời gian ngắn hơn đáng kể làm tăng sức mạnh đáng kể. Hiện tượng này đã được quan sát thấy trong nhiều hành vi của động vật có xương sống, một trong những hành vi đáng chú ý nhất là động tác nhảy.

## Ích lợi

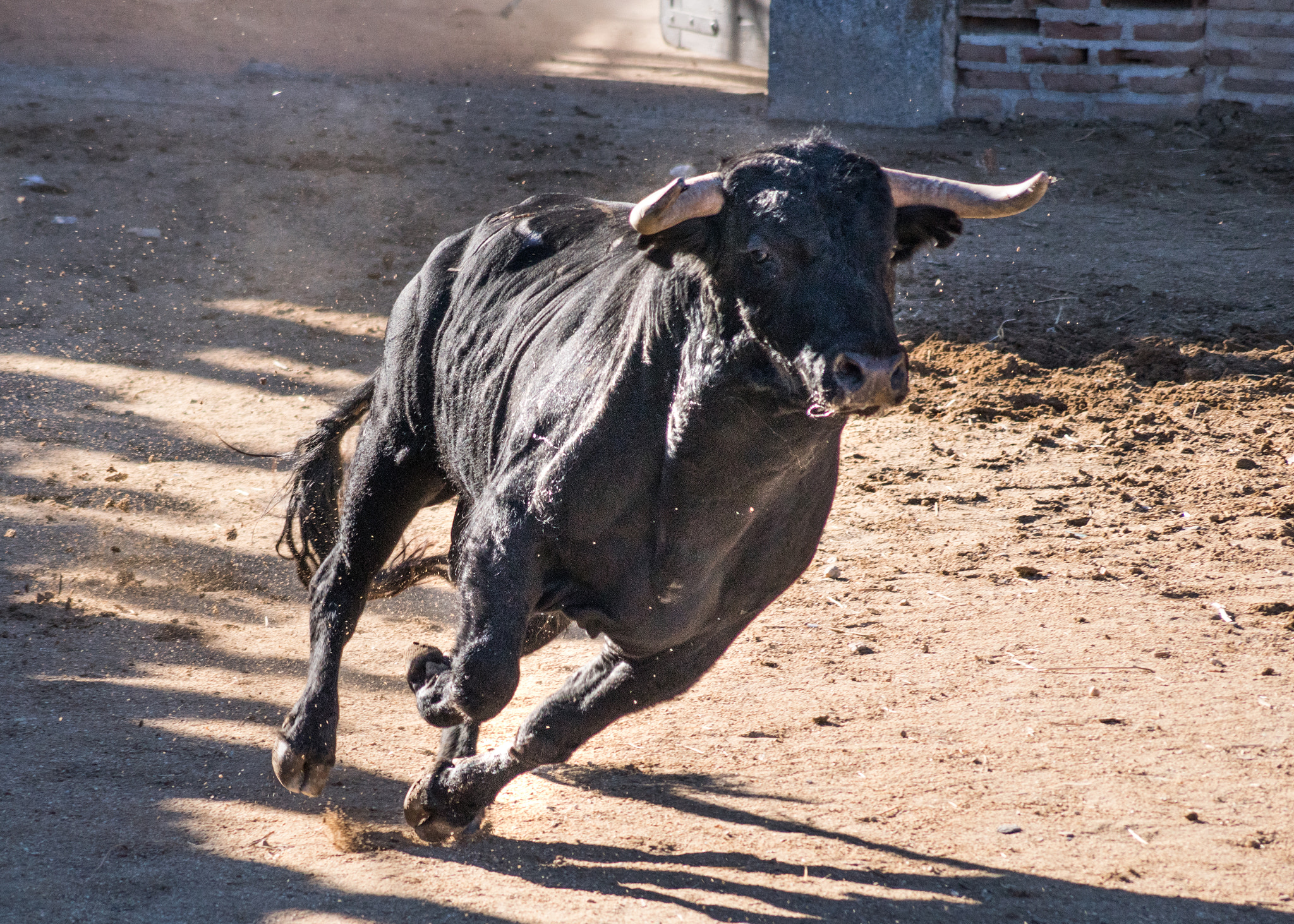
Một con bò tót (bò đấu) đang chạy

Từ các nghiên cứu thực nghiệm trước đây trên các động vật lớn, người ta nhận thấy rằng trong quá trình vận động tích cực, các loài thú tiết kiệm được nhiều năng lượng mà chúng cần để chạy nhờ các cấu trúc đàn hồi ở chân, nhất là từ những miếng đệm thịt dưới bàn chân của chúng hoặc từ bộ móng guốc. Các phép đo được thực hiện về tốc độ tiêu thụ oxy của các loài động vật khác nhau khi chúng đi bộ, chạy hoặc nhảy, cho thấy ở tốc độ cao, con vật dường như tiết kiệm hơn một nửa sức lực, trao đổi chất mà chúng cần để vận động. Một ví dụ đáng chú ý là nhảy ở chuột túi. Khi nhảy ở tốc độ chậm, việc sử dụng năng lượng của chúng tăng lên một cách tuyến tính, nhưng ở tốc độ cao, chuột túi có thể di chuyển như thể chúng đang di chuyển ở tốc độ chậm hơn.
Nghiên cứu sâu về giải phẫu của các loài động vật có vú lớn như chuột túi và các động vật móng guốc lớn khác như hươu và linh dương, cho thấy rõ ràng rằng rằng một số loại cơ chế đàn hồi là quan trọng đối với việc tiết kiệm và bảo toàn năng lượng này. Khi chân của con vật tiếp xúc với mặt đất trong quá trình chuyển động tốc độ cao, gân hoặc dây chằng bị ép chặt vào nhau, tích trữ năng lượng đàn hồi giống như một lò xo bị nén. Khi chân chạm đất với động tác giậm chân, áp lực lên các gân và dây chằng bị nén sẽ được giải phóng, và độ giật đàn hồi từ các cấu trúc giống như lò xo này cung cấp thêm lực để đẩy con vật tung lên, do đó tiết kiệm năng lượng trong di chuyển một cách tối ưu nhất.
Các phép đo về mức tiêu thụ oxy với sự dao động của động năng và thế năng hấp dẫn, cho thấy sự tiết kiệm đàn hồi ít nhất là năm mươi bốn phần trăm khi những con thú di chuyển ở tốc độ cao. Điều quan trọng cần xem xét là lợi ích trao đổi chất của các cấu trúc đàn hồi có lẽ rõ ràng nhất đối với các động vật to lớn hơn sẽ có lợi ích hơn là các sinh vật nhỏ như côn trùng. Điều này xuất phát từ một thực tế đơn giản rằng thì là những động vật lớn hơn có thể tác động lực lên gân và dây chằng của chúng trong quá trình di chuyển cao hơn nhiều so với những động vật nhỏ bé. Trong sự co lệch tâm, các gân đàn hồi có khả năng hoạt động như lực suy giảm (trì hãm, kéo giảm). Gân thể hiện sự suy giảm sức mạnh cho phép hệ thống cơ và gân hấp thụ năng lượng. Tổn thương cơ có tương quan với những yếu tố này. Mặc dù cơ bắp sản sinh và hấp thụ năng lượng cơ học, nhưng gân vẫn có một vai trò không thể thiếu trong việc tiêu tán năng lượng cơ học.